# سايلنت هيل: أوريجنز
سايلنت هيل: أوريجنز (أي:" التل الصامت: الأصول ) (معروف أيضا باسم سايلنت هيل زيرو في اليابان) هي الدفعة الخامسة في سلسلة الرعب سايلنت هيل، أنتجتها شركة كونامي لجهاز سوني بلاي ستيشن المحمول. أطلقة في أمريكا الشمالية في 6 تشرين الثاني، 2007. اللعبة هي سلفا لسايلنت هيل الجزء الأول (أحداث اللعبة تسبق أحداث الجزء الأول مباشرة) والمقصود منها شرح بداية وخلفية مدينة سايلنت هيل التي سميت عليها السلسلة.

## القصة
تدور القصة حول ترافس غرايدي (Travis Grady)، سائق شاحنات يعاني من كوابيس تبدو مألوفه له. في بداية اللعبة، خلال قيادته شاحنه بمنطقة قربً مدينة سايلنت هيل، فجأة يظهر شخصٌ برداء أسود أمام طريقه، فأوقف ترافيس الشاحنة في آخر لحظه ونزل لكي يتحقق من المجسم في طريقه، إلا أن الشخص ذو الرداء الأسود غير موجود، وعندما حاول الرجوع إلى الشاحنة شاهد انعكاس فتاة صغيرة في المرآة الجانبيه للشاحنة، وحينما ألتفت لم يجدها رغم أنها ظاهره وتقترب منه في انعكاس المرآة ولكن في الواقع لا يرى شيء... فجأة شاهد طفلة تشبه الفتاة التي ظهرت له في المرآة أمام الشاحنة، ثم هربت وحاول أن يلحق بها ليتأكد من سلامتها (وأنه لم يصطدم بها) ولكنه لم يجدها، ولكن وصل إلى بيت يحترق وسمع صوت نداء طفل من داخل البيت وشاهد امرأة بالخارج تختلس النظر ثم هربت. فهب ترافيس وراء ذلك النداء وإلا هي بنت صغيرة تعاني من حروق بكامل جسدها من الدرجة الثالثة، فحملها بنية إنقاذها وخرج من البيت. خارج البيت بعد انقاذه للفتاة فقد ترافيس الوعي وبعد مده غير معروف مداها، يستيقظ ترافس في مستشفى في أحد طرقات مدينة سايلنت هيل - ومن هنا يبدأ البحث عن تلك الفتاة وتبدأ اللعبة.

## روابط خارجية
- سايلنت هيل: أوريجنز على موقع IMDb (الإنجليزية)